# Erik Thommy
Erik Thommy, né le 20 août 1994 à Ulm en Allemagne, est un footballeur allemand qui joue au poste de milieu de terrain au Sporting de Kansas City en MLS.

## Biographie
Lors de la saison 2016-2017, il inscrit huit buts en troisième division allemande avec l'équipe de Jahn Ratisbonne.
Le 18 janvier 2018, il est transféré au VfB Stuttgart.
Erik joue son premier match avec les Roten le 3 février 2018 contre le VfL Wolfsburg, en Bundesliga 2017-2018 (match nul 1-1 à la Volkswagen-Arena).